# 張顒
張顒也可以指： 北宋時期湖南省常德市桃源縣詩人.
張顒（1470年—？），字子孚，福建泉州府晉江縣人，民籍，明朝政治人物。

## 生平
弘治十四年（1501年）辛酉科福建鄉試第六十七名舉人。弘治十五年（1502年）中式壬戌科會試第四十二名，三甲第一百八十五名進士。

## 家族
曾祖張元寶；祖父張昭胖；父張晟，母陳氏。永感下。弟張頖。